# Lionel Scaloni
Lionel Sebastián Scaloni (Pujato, 16 maggio 1978) è un allenatore di calcio ed ex calciatore argentino, di ruolo difensore, commissario tecnico della nazionale argentina.
Nominato selezionatore nel 2018, ha condotto l'Albiceleste alle vittorie della Copa América 2021 in Brasile, della Copa América 2024 negli Stati Uniti, della Coppa dei Campioni CONMEBOL-UEFA 2022 e del campionato del mondo 2022 in Qatar, a trentasei anni di distanza dal precedente titolo mondiale.

## Biografia
Scaloni ha origini italiane, precisamente del paesino di Magliano di Tenna, ed è in possesso del doppio passaporto.

## Caratteristiche tecniche
Soprannominato El Toro per via della sua forza fisica e per la grinta che trasmetteva in campo, ricopriva il ruolo di terzino destro. Nella sua carriera ha giocato anche come esterno di centrocampo, come mediano davanti alla difesa, come terzino sinistro e come difensore centrale.

## Carriera

### Giocatore

#### Club
Inizia la propria carriera professionistica a 17 anni, debuttando nel campionato di calcio argentino nel Newell's Old Boys.
Nel 1996 viene acquistato dai rosso-bianchi dell'Estudiantes (LP), squadra in cui rimarrà fino al 1997. Nella stagione 1997-1998 approda in Europa, nel campionato spagnolo, al Deportivo La Coruña, squadra con cui vince il titolo nazionale nel 2000. Rimarrà nella squadra spagnola per nove stagioni, totalizzando 200 presenze in campionato e 14 gol.
Al termine di quest'ultima esperienza nel 2006 finisce a Londra, sponda West Ham Utd. L'esperienza nella Premier League dura solo un breve periodo, poiché ritorna a giocare in Spagna al Racing Santander dove colleziona 30 presenze e 2 reti.
Nella stagione 2007-2008 la Lazio lo acquista a parametro zero, mettendolo a disposizione del tecnico Delio Rossi. Dopo sei mesi, il 25 gennaio 2008, passa in prestito per un anno e mezzo al Maiorca. Nel giugno del 2009 torna alla Lazio mettendosi a disposizione del neo-tecnico ravennate Davide Ballardini. Nella stagione 2010-2011 viene utilizzato dall'allenatore biancoceleste Edoardo Reja come esterno di fascia destra e soprattutto come sostituto del difensore romeno Ștefan Radu, titolare sulla fascia sinistra di difesa. Realizza il suo primo ed unico gol in Serie A il 31 marzo 2012 nella sconfitta esterna contro il Parma (3-1), con un tiro deviato da fuori area.
Il 29 gennaio 2013 viene acquistato a titolo definitivo dall'Atalanta. Il giocatore stipula un contratto con la squadra bergamasca fino al giugno 2014. Fa il suo esordio con la squadra nerazzurra nella partita vinta per 2-1 contro il Palermo, il 2 febbraio. Chiude la stagione con 7 presenze; nella stagione 2013-2014 gioca invece 5 partite, tutte in campionato; nella stagione 2014-2015, invece, gioca 4 partite (2 in Serie A e 2 in Coppa Italia) con in panchina Stefano Colantuono, per poi giocare un'ulteriore partita (gli ultimi 25 minuti dell'ultima giornata di campionato contro il Milan, a salvezza già acquisita) di nuovo con Reja.
Il 30 giugno 2015 si svincola dalla società orobica e decide di ritirarsi dall'attività agonistica.

#### Nazionale
Nel 1997 ha vinto il titolo mondiale con la nazionale argentina Under-20 allenata da José Pekerman.
In seguito ha vestito la maglia della nazionale maggiore argentina in 7 occasioni, debuttando il 30 aprile 2003, nella partita Argentina-Libia. È stato convocato, sempre da Pekerman, per il campionato del mondo del 2006 in Germania, dove ha giocato una partita.

### Allenatore

#### Esordi
Una volta ritiratosi dall'attività agonistica, Scaloni entra a far parte della squadra di osservatori dell'Atalanta, sua ultima squadra da calciatore.
Il 12 ottobre 2016 viene scelto dal connazionale Jorge Sampaoli, allenatore del Siviglia, per ricoprire il ruolo di assistente.
Poco meno di un anno dopo, il 2 giugno 2017, sceglie di seguire Sampaoli, nelle vesti di assistente, nella sua nuova esperienza con la nazionale argentina.

#### Nazionale argentina
Dopo l'esonero di Sampaoli, avvenuto nell'agosto del 2018, Scaloni viene scelto per guidare la nazionale argentina come commissario tecnico ad interim. A fine novembre, dopo quattro vittorie, un pareggio e una sconfitta con il Brasile, viene confermato commissario tecnico della nazionale per la Copa América 2019. Nella competizione disputata in Brasile, la nazionale argentina esce in semifinale, venendo battuta dai padroni di casa per 2-0, e deve accontentarsi del terzo posto, ottenuto superando il Cile per 2-1. Il 30 luglio di quell'anno, dopo nove vittorie, due pareggi e quattro sconfitte, la federcalcio argentina lo conferma in panchina fino al campionato mondiale 2022.
Nel 2021 la Selección partecipa di nuovo alla Copa América, disputata ancora una volta in Brasile: dopo il primo posto nel proprio raggruppamento, l'Argentina elimina le avversarie e approda infine all'atto conclusivo della manifestazione. L'11 luglio, battendo i padroni di casa del Brasile per 1-0, la Selección vince per la quindicesima volta la Coppa America, tornando ad aggiudicarsi un trofeo dopo ventotto anni.
Dopo aver guadagnato la qualificazione al campionato mondiale in Qatar nel novembre 2021 mantenendo la squadra imbattuta, il 1º giugno 2022 Scaloni si aggiudica il secondo trofeo alla guida della nazionale argentina, vincendo la Coppa dei Campioni CONMEBOL-UEFA: nella gara disputata allo stadio di Wembley, a Londra, l'Argentina si impone per 3-0 sull'Italia, bissando il successo del 1993.
Durante la gestione di Scaloni la squadra fa registrare una striscia di 36 partite consecutive senza sconfitte (seconda migliore striscia di imbattibilità stabilita da una nazionale, superata solo da quella dell'Italia con 37), dalla sconfitta nella finale della Coppa America 2019 a quella subita nella partita d'esordio al mondiale in Qatar del 2022, in rimonta (1-2) contro l'Arabia Saudita. Nonostante la sconfitta nella gara inaugurale, l'Argentina chiude al primo posto il proprio girone e prosegue il cammino sino all'atto conclusivo del torneo. Riportata l'Argentina in finale al mondiale dopo otto anni, il 18 dicembre, battendo la Francia ai tiri di rigore per 4-2, dopo il 3-3 al termine dei tempi supplementari di una partita molto combattuta, Scaloni conduce l'Albiceleste alla vittoria del titolo mondiale per la terza volta, a trentasei anni di distanza dall'ultimo successo nella competizione. Due anni dopo, conduce l'Argentina lungo la Copa América 2024 negli Stati Uniti, competizione vinta dall'albiceleste dopo l'1-0 ai supplementari inflitto alla Colombia in finale.

## Statistiche

### Presenze e reti nei club
| Stagione                 | Squadra                  | Campionato               | Campionato | Campionato | Coppe nazionali | Coppe nazionali | Coppe nazionali | Coppe continentali | Coppe continentali | Coppe continentali | Altre coppe | Altre coppe | Altre coppe | Totale | Totale |
| Stagione                 | Squadra                  | Comp                     | Pres       | Reti       | Comp            | Pres            | Reti            | Comp               | Pres               | Reti               | Comp        | Pres        | Reti        | Pres   | Reti   |
| ------------------------ | ------------------------ | ------------------------ | ---------- | ---------- | --------------- | --------------- | --------------- | ------------------ | ------------------ | ------------------ | ----------- | ----------- | ----------- | ------ | ------ |
| 1993-1994                | Newell's Old Boys        | PD                       | 2          | 0          | -               | -               | -               | -                  | -                  | -                  | -           | -           | -           | 2      | 0      |
| 1994-1995                | Newell's Old Boys        | PD                       | 14         | 0          | -               | -               | -               | -                  | -                  | -                  | -           | -           | -           | 14     | 0      |
| Totale Newell's Old Boys | Totale Newell's Old Boys | Totale Newell's Old Boys | 16         | 0          |                 | -               | -               |                    | -                  | -                  |             | -           | -           | 16     | 0      |
| 1995-1996                | Estudiantes (LP)         | PD                       | 21         | 3          | -               | -               | -               | -                  | -                  | -                  | -           | -           | -           | 21     | 3      |
| 1996-1997                | Estudiantes (LP)         | PD                       | 16         | 4          | -               | -               | -               | -                  | -                  | -                  | -           | -           | -           | 16     | 4      |
| Totale Estudiantes       | Totale Estudiantes       | Totale Estudiantes       | 37         | 7          |                 | -               | -               |                    | -                  | -                  |             | -           | -           | 37     | 7      |
| 1997-1998                | Deportivo La Coruña      | PD                       | 29         | 2          | CR              | ?               | ?               | -                  | -                  | -                  | -           | -           | -           | 29+    | 2+     |
| 1998-1999                | Deportivo La Coruña      | PD                       | 35         | 0          | CR              | ?               | ?               | -                  | -                  | -                  | -           | -           | -           | 35+    | 0+     |
| 1999-2000                | Deportivo La Coruña      | PD                       | 34         | 0          | CR              | ?               | ?               | CU                 | 2                  | 0                  | -           | -           | -           | 36+    | 0+     |
| 2000-2001                | Deportivo La Coruña      | PD                       | 36         | 8          | CR              | ?               | ?               | UCL                | 12                 | 1                  | SS          | 1           | 0           | 49+    | 9+     |
| 2001-2002                | Deportivo La Coruña      | PD                       | 35         | 2          | CR              | 3               | 0               | UCL                | 11                 | 0                  | -           | -           | -           | 49     | 2      |
| 2002-2003                | Deportivo La Coruña      | PD                       | 37         | 8          | CR              | 6               | 0               | UCL                | 11                 | 0                  | SS          | 1           | 0           | 55     | 3      |
| 2003-2004                | Deportivo La Coruña      | PD                       | 33         | 2          | CR              | 2               | 0               | UCL                | 11                 | 1                  | -           | -           | -           | 46     | 3      |
| 2004-2005                | Deportivo La Coruña      | PD                       | 37         | 2          | CR              | ?               | ?               | UCL                | 7                  | 0                  | -           | -           | -           | 44     | 2      |
| 2005-gen. 2006           | Deportivo La Coruña      | PD                       | 20         | 0          | CR              | 3               | 1               | Int                | 5                  | 0                  | -           | -           | -           | 28     | 1      |
| Totale Deportivo         | Totale Deportivo         | Totale Deportivo         | 296        | 24         |                 | 14+             | 1+              |                    | 59                 | 2                  |             | 2           | 0           | 371+   | 27+    |
| gen.-giu. 2006           | West Ham Utd             | PL                       | 13         | 0          | FACup+CdL       | 4+0             | 0               | -                  | -                  | -                  | -           | -           | -           | 17     | 0      |
| 2006-2007                | Racing Santander         | PD                       | 30         | 2          | CR              | 2               | 0               | -                  | -                  | -                  | -           | -           | -           | 32     | 2      |
| 2007-gen. 2008           | Lazio                    | A                        | 12         | 0          | CI              | 0               | 0               | UCL                | 7                  | 0                  | -           | -           | -           | 19     | 0      |
| gen.-giu. 2008           | Maiorca                  | PD                       | 6          | 0          | CR              | 0               | 0               | -                  | -                  | -                  | -           | -           | -           | 6      | 0      |
| 2008-2009                | Maiorca                  | PD                       | 22         | 0          | CR              | 6               | 0               | -                  | -                  | -                  | -           | -           | -           | 28     | 0      |
| Totale Maiorca           | Totale Maiorca           | Totale Maiorca           | 28         | 0          |                 | 6               | 0               |                    | -                  | -                  |             | -           | -           | 34     | 0      |
| 2009-2010                | Lazio                    | A                        | 5          | 0          | CI              | 1               | 0               | UEL                | 0                  | 0                  | SI          | 0           | 0           | 6      | 0      |
| 2010-2011                | Lazio                    | A                        | 12         | 0          | CI              | 2               | 0               | -                  | -                  | -                  |             | -           | -           | 14     | 0      |
| 2011-2012                | Lazio                    | A                        | 19         | 1          | CI              | 0               | 0               | UEL                | 2                  | 0                  | -           | -           | -           | 21     | 1      |
| 2012-gen. 2013           | Lazio                    | A                        | 4          | 0          | CI              | 0               | 0               | UEL                | 3                  | 0                  | -           | -           | -           | 7      | 0      |
| Totale Lazio             | Totale Lazio             | Totale Lazio             | 52         | 1          |                 | 3               | 0               |                    | 12                 | 0                  |             | 0           | 0           | 67     | 1      |
| gen.-giu. 2013           | Atalanta                 | A                        | 7          | 0          | CI              | 0               | 0               | -                  | -                  | -                  | -           | -           | -           | 7      | 0      |
| 2013-2014                | Atalanta                 | A                        | 5          | 0          | CI              | 0               | 0               | -                  | -                  | -                  | -           | -           | -           | 5      | 0      |
| 2014-2015                | Atalanta                 | A                        | 3          | 0          | CI              | 2               | 0               | -                  | -                  | -                  | -           | -           | -           | 5      | 0      |
| Totale Atalanta          | Totale Atalanta          | Totale Atalanta          | 15         | 0          |                 | 2               | 0               |                    | -                  | -                  |             | -           | -           | 17     | 0      |
| Totale carriera          | Totale carriera          | Totale carriera          | 487        | 34         |                 | 31+             | 1+              |                    | 71                 | 2                  |             | 2           | 0           | 591+   | 37+    |

### Cronologia presenze e reti in nazionale
| Cronologia completa delle presenze e delle reti in nazionale ― Argentina | Cronologia completa delle presenze e delle reti in nazionale ― Argentina | Cronologia completa delle presenze e delle reti in nazionale ― Argentina | Cronologia completa delle presenze e delle reti in nazionale ― Argentina | Cronologia completa delle presenze e delle reti in nazionale ― Argentina | Cronologia completa delle presenze e delle reti in nazionale ― Argentina | Cronologia completa delle presenze e delle reti in nazionale ― Argentina | Cronologia completa delle presenze e delle reti in nazionale ― Argentina |
| Data                                                                     | Città                                                                    | In casa                                                                  | Risultato                                                                | Ospiti                                                                   | Competizione                                                             | Reti                                                                     | Note                                                                     |
| ------------------------------------------------------------------------ | ------------------------------------------------------------------------ | ------------------------------------------------------------------------ | ------------------------------------------------------------------------ | ------------------------------------------------------------------------ | ------------------------------------------------------------------------ | ------------------------------------------------------------------------ | ------------------------------------------------------------------------ |
| 30-4-2003                                                                | Tripoli                                                                  | Libia                                                                    | 1 – 3                                                                    | Argentina                                                                | Amichevole                                                               | -                                                                        | 72’                                                                      |
| 18-8-2004                                                                | Fukuroi                                                                  | Giappone                                                                 | 1 – 2                                                                    | Argentina                                                                | Kirin Cup                                                                | -                                                                        |                                                                          |
| 9-2-2005                                                                 | Düsseldorf                                                               | Germania                                                                 | 2 – 2                                                                    | Argentina                                                                | Amichevole                                                               | -                                                                        | 46’                                                                      |
| 26-3-2005                                                                | La Paz                                                                   | Bolivia                                                                  | 1 – 2                                                                    | Argentina                                                                | Qual. Mondiali 2006                                                      | -                                                                        |                                                                          |
| 17-8-2005                                                                | Budapest                                                                 | Ungheria                                                                 | 1 – 2                                                                    | Argentina                                                                | Amichevole                                                               | -                                                                        | 36’                                                                      |
| 30-5-2006                                                                | Salerno                                                                  | Argentina                                                                | 2 – 0                                                                    | Angola                                                                   | Amichevole                                                               | -                                                                        | 63’                                                                      |
| 24-6-2006                                                                | Lipsia                                                                   | Argentina                                                                | 2 – 1 dts                                                                | Messico                                                                  | Mondiali 2006 - Ottavi di finale                                         | -                                                                        |                                                                          |
| Totale                                                                   |                                                                          | Presenze                                                                 | 7                                                                        |                                                                          | Reti                                                                     | 0                                                                        |                                                                          |

### Statistiche da allenatore

#### Nazionale nel dettaglio
Statistiche aggiornate al 10 giugno 2025.
| Giu.-lug. 2019   | Argentina        | Copa América 2019                     | 3º                                      | 6  | 3  | 1  | 2 | 50,00                          | 7   | 6  | +1   |
| 2020             | Argentina        | Qual. Mondiali 2022                   | 2º nel Gruppo sudamericano, qualificato | 4  | 3  | 1  | 0 | 75,00                          | 6   | 2  | +4   |
| 2021             | Argentina        | Qual. Mondiali 2022                   | 2º nel Gruppo sudamericano, qualificato | 13 | 8  | 5  | 0 | 61,54                          | 21  | 6  | +15  |
| Giu.-lug. 2021   | Argentina        | Copa América 2021                     | Vincitore                               | 7  | 5  | 2  | 0 | 71,43                          | 12  | 3  | +9   |
| Giu. 2022        | Argentina        | Coppa dei Campioni CONMEBOL-UEFA 2022 | Vincitore                               | 1  | 1  | 0  | 0 | 100,00&                        | 3   | 0  | +3   |
| Nov.-dic. 2022   | Argentina        | Mondiali 2022                         | Vincitore                               | 7  | 4  | 2  | 1 | 57,14                          | 15  | 8  | +7   |
| 2023-2025        | Argentina        | Qual. Mondiali 2026                   | 1º nel Gruppo sudamericano, qualificato | 16 | 11 | 2  | 3 | 68,75                          | 29  | 9  | +20  |
| 2024             | Argentina        | Copa América 2024                     | Vincitore                               | 6  | 5  | 1  | 0 | 83,33                          | 9   | 1  | +8   |
| Dal 2018         | Argentina        | Amichevoli                            |                                         | 27 | 20 | 4  | 2 | 74,07 \|\| 73 \|\| 12 \|\| +61 |     |    |      |
| Totale Argentina | Totale Argentina | Totale Argentina                      | Totale Argentina                        | 87 | 61 | 18 | 8 | 70,11                          | 174 | 47 | +127 |

#### Panchine da commissario tecnico della nazionale argentina[20]
| Cronologia completa delle presenze e delle reti in nazionale ― Argentina | Cronologia completa delle presenze e delle reti in nazionale ― Argentina | Cronologia completa delle presenze e delle reti in nazionale ― Argentina | Cronologia completa delle presenze e delle reti in nazionale ― Argentina | Cronologia completa delle presenze e delle reti in nazionale ― Argentina | Cronologia completa delle presenze e delle reti in nazionale ― Argentina | Cronologia completa delle presenze e delle reti in nazionale ― Argentina                     | Cronologia completa delle presenze e delle reti in nazionale ― Argentina |
| Data                                                                     | Città                                                                    | In casa                                                                  | Risultato                                                                | Ospiti                                                                   | Competizione                                                             | Reti                                                                                         | Note                                                                     |
| ------------------------------------------------------------------------ | ------------------------------------------------------------------------ | ------------------------------------------------------------------------ | ------------------------------------------------------------------------ | ------------------------------------------------------------------------ | ------------------------------------------------------------------------ | -------------------------------------------------------------------------------------------- | ------------------------------------------------------------------------ |
| 7-9-2018                                                                 | Los Angeles                                                              | Argentina                                                                | 3 – 0                                                                    | Guatemala                                                                | Amichevole                                                               | Gonzalo Martínez Giovani Lo Celso Giovanni Simeone                                           | Cap: N. Tagliafico                                                       |
| 11-9-2018                                                                | East Rutherford                                                          | Colombia                                                                 | 0 – 0                                                                    | Argentina                                                                | Amichevole                                                               | -                                                                                            | Cap: N. Tagliafico                                                       |
| 11-10-2018                                                               | Riad                                                                     | Argentina                                                                | 4 – 0                                                                    | Iraq                                                                     | Amichevole                                                               | Lautaro Martínez Roberto Pereyra Germán Pezzella Franco Cervi                                | Cap: S. Romero                                                           |
| 16-10-2018                                                               | Gedda                                                                    | Brasile                                                                  | 1 – 0                                                                    | Argentina                                                                | Superclásico de las Américas                                             | -                                                                                            | Cap: S. Romero                                                           |
| 16-11-2018                                                               | Córdoba                                                                  | Argentina                                                                | 2 – 0                                                                    | Messico                                                                  | Amichevole                                                               | Ramiro Funes Mori autorete                                                                   | Cap: N. Tagliafico                                                       |
| 20-11-2018                                                               | Mendoza                                                                  | Argentina                                                                | 2 – 0                                                                    | Messico                                                                  | Amichevole                                                               | Mauro Icardi Paulo Dybala                                                                    | Cap: G. Mercado                                                          |
| 22-3-2019                                                                | Madrid                                                                   | Argentina                                                                | 1 – 3                                                                    | Venezuela                                                                | Amichevole                                                               | Lautaro Martínez                                                                             | Cap: L. Messi                                                            |
| 26-3-2019                                                                | Tangeri                                                                  | Marocco                                                                  | 0 – 1                                                                    | Argentina                                                                | Amichevole                                                               | Joaquín Correa                                                                               | Cap: G. Pezzella                                                         |
| 7-6-2019                                                                 | San Juan                                                                 | Argentina                                                                | 5 – 1                                                                    | Nicaragua                                                                | Amichevole                                                               | 2 Lionel Messi 2 Lautaro Martínez Roberto Pereyra                                            | Cap: L. Messi                                                            |
| 15-6-2019                                                                | Salvador                                                                 | Argentina                                                                | 0 – 2                                                                    | Colombia                                                                 | Coppa America 2019 - 1º turno                                            | -                                                                                            | Cap: L. Messi                                                            |
| 19-6-2019                                                                | Belo Horizonte                                                           | Argentina                                                                | 1 – 1                                                                    | Paraguay                                                                 | Coppa America 2019 - 1º turno                                            | Lionel Messi (rig.)                                                                          | Cap: L. Messi                                                            |
| 23-6-2019                                                                | Porto Alegre                                                             | Qatar                                                                    | 0 – 2                                                                    | Argentina                                                                | Coppa America 2019 - 1º turno                                            | Lautaro Martínez Sergio Agüero                                                               | Cap: L. Messi                                                            |
| 28-6-2019                                                                | Rio de Janeiro                                                           | Venezuela                                                                | 0 – 2                                                                    | Argentina                                                                | Coppa America 2019 - Quarti di finale                                    | Lautaro Martínez Giovani Lo Celso                                                            | Cap: L. Messi                                                            |
| 2-7-2019                                                                 | Belo Horizonte                                                           | Brasile                                                                  | 2 – 0                                                                    | Argentina                                                                | Coppa America 2019 - Semifinale                                          | -                                                                                            | Cap: L. Messi                                                            |
| 6-7-2019                                                                 | San Paolo                                                                | Argentina                                                                | 2 – 1                                                                    | Cile                                                                     | Coppa America 2019 - Finale 3º posto                                     | Sergio Agüero Paulo Dybala                                                                   | Cap: L. Messi                                                            |
| 5-9-2019                                                                 | Los Angeles                                                              | Argentina                                                                | 0 – 0                                                                    | Cile                                                                     | Amichevole                                                               | -                                                                                            | Cap: N. Otamendi                                                         |
| 10-9-2019                                                                | San Antonio                                                              | Argentina                                                                | 4 – 0                                                                    | Messico                                                                  | Amichevole                                                               | 3 Lautaro Martínez Leandro Paredes (rig.)                                                    | Cap: N. Tagliafico                                                       |
| 9-10-2019                                                                | Dortmund                                                                 | Germania                                                                 | 2 – 2                                                                    | Argentina                                                                | Amichevole                                                               | Lucas Alario Lucas Ocampos                                                                   | Cap: N. Otamendi                                                         |
| 13-10-2019                                                               | Elche                                                                    | Argentina                                                                | 6 – 1                                                                    | Ecuador                                                                  | Amichevole                                                               | Lucas Alario autorete Leandro Paredes (rig.) Germán Pezzella Nicolás Domínguez Lucas Ocampos | Cap: G. Pezzella                                                         |
| 15-11-2019                                                               | Riad                                                                     | Brasile                                                                  | 0 – 1                                                                    | Argentina                                                                | Superclásico de las Américas                                             | Lionel Messi                                                                                 | Cap: L. Messi                                                            |
| 18-11-2019                                                               | Tel Aviv                                                                 | Argentina                                                                | 2 – 2                                                                    | Uruguay                                                                  | Amichevole                                                               | Sergio Agüero Lionel Messi (rig.)                                                            | Cap: L. Messi                                                            |
| 9-10-2020                                                                | Buenos Aires                                                             | Argentina                                                                | 1 – 0                                                                    | Ecuador                                                                  | Qual. Mondiali 2022                                                      | Lionel Messi (rig.)                                                                          | Cap: L. Messi                                                            |
| 13-10-2020                                                               | La Paz                                                                   | Bolivia                                                                  | 1 – 2                                                                    | Argentina                                                                | Qual. Mondiali 2022                                                      | Lautaro Martínez Joaquín Correa                                                              | Cap: L. Messi                                                            |
| 13-11-2020                                                               | Buenos Aires                                                             | Argentina                                                                | 1 – 1                                                                    | Paraguay                                                                 | Qual. Mondiali 2022                                                      | Nicolás González                                                                             | Cap: L. Messi                                                            |
| 18-11-2020                                                               | Lima                                                                     | Perù                                                                     | 0 – 2                                                                    | Argentina                                                                | Qual. Mondiali 2022                                                      | Nicolás González Lautaro Martínez                                                            | Cap: L. Messi                                                            |
| 4-6-2021                                                                 | Santiago del Estero                                                      | Argentina                                                                | 1 – 1                                                                    | Cile                                                                     | Qual. Mondiali 2022                                                      | Lionel Messi (rig.)                                                                          | Cap: L. Messi                                                            |
| 9-6-2021                                                                 | Barranquilla                                                             | Colombia                                                                 | 2 – 2                                                                    | Argentina                                                                | Qual. Mondiali 2022                                                      | Cristian Romero Leandro Paredes                                                              | Cap: L. Messi                                                            |
| 14-6-2021                                                                | Rio de Janeiro                                                           | Argentina                                                                | 1 – 1                                                                    | Cile                                                                     | Coppa America 2021 - 1º turno                                            | Lionel Messi                                                                                 | Cap: L. Messi                                                            |
| 18-6-2021                                                                | Brasilia                                                                 | Argentina                                                                | 1 – 0                                                                    | Uruguay                                                                  | Coppa America 2021 - 1º turno                                            | Guido Rodríguez                                                                              | Cap: L. Messi                                                            |
| 21-6-2021                                                                | Brasilia                                                                 | Argentina                                                                | 1 – 0                                                                    | Paraguay                                                                 | Coppa America 2021 - 1º turno                                            | Alejandro Gómez                                                                              | Cap: L. Messi                                                            |
| 28-6-2021                                                                | Cuiabá                                                                   | Bolivia                                                                  | 1 – 4                                                                    | Argentina                                                                | Coppa America 2021 - 1º turno                                            | Alejandro Gómez 2 Lionel Messi (1 rig.) Lautaro Martínez                                     | Cap: L. Messi                                                            |
| 3-7-2021                                                                 | Goiânia                                                                  | Argentina                                                                | 3 – 0                                                                    | Ecuador                                                                  | Coppa America 2021 - Quarti di finale                                    | Rodrigo de Paul Lionel Messi Lautaro Martínez                                                | Cap: L. Messi                                                            |
| 6-7-2021                                                                 | Brasilia                                                                 | Argentina                                                                | 1 – 1 (3-2 dtr)                                                          | Colombia                                                                 | Coppa America 2021 - Semifinale                                          | Lautaro Martínez                                                                             | Cap: L. Messi                                                            |
| 10-7-2021                                                                | Rio de Janeiro                                                           | Argentina                                                                | 1 – 0                                                                    | Brasile                                                                  | Coppa America 2021 - Finale                                              | Ángel Di María                                                                               | Cap: L. Messi                                                            |
| 2-9-2021                                                                 | San Cristóbal                                                            | Venezuela                                                                | 1 – 3                                                                    | Argentina                                                                | Qual. Mondiali 2022                                                      | Lautaro Martínez Joaquín Correa Ángel Correa                                                 | Cap: L. Messi                                                            |
| 9-9-2021                                                                 | Buenos Aires                                                             | Argentina                                                                | 3 – 0                                                                    | Bolivia                                                                  | Qual. Mondiali 2022                                                      | 3 Lionel Messi                                                                               | Cap: L. Messi                                                            |
| 7-10-2021                                                                | Asunción                                                                 | Paraguay                                                                 | 0 – 0                                                                    | Argentina                                                                | Qual. Mondiali 2022                                                      | -                                                                                            | Cap: L. Messi                                                            |
| 10-10-2021                                                               | Buenos Aires                                                             | Argentina                                                                | 3 – 0                                                                    | Uruguay                                                                  | Qual. Mondiali 2022                                                      | Lionel Messi Rodrigo de Paul Lautaro Martínez                                                | Cap: L. Messi                                                            |
| 14-10-2021                                                               | Buenos Aires                                                             | Argentina                                                                | 1 – 0                                                                    | Perù                                                                     | Qual. Mondiali 2022                                                      | Lautaro Martínez                                                                             | Cap: L. Messi                                                            |
| 12-11-2021                                                               | Montevideo                                                               | Uruguay                                                                  | 0 – 1                                                                    | Argentina                                                                | Qual. Mondiali 2022                                                      | Ángel Di María                                                                               | Cap: Á. Di María                                                         |
| 16-11-2021                                                               | San Juan                                                                 | Argentina                                                                | 0 – 0                                                                    | Brasile                                                                  | Qual. Mondiali 2022                                                      | -                                                                                            | Cap: L. Messi                                                            |
| 27-1-2022                                                                | Calama                                                                   | Cile                                                                     | 1 – 2                                                                    | Argentina                                                                | Qual. Mondiali 2022                                                      | Ángel Di María Lautaro Martínez                                                              | Cap: Á. Di María                                                         |
| 1-2-2022                                                                 | Córdoba                                                                  | Argentina                                                                | 1 – 0                                                                    | Colombia                                                                 | Qual. Mondiali 2022                                                      | Lautaro Martínez                                                                             | Cap: Á. Di María                                                         |
| 25-3-2022                                                                | Buenos Aires                                                             | Argentina                                                                | 3 – 0                                                                    | Venezuela                                                                | Qual. Mondiali 2022                                                      | Nicolás González Ángel Di María Lionel Messi                                                 | Cap: L. Messi                                                            |
| 29-3-2022                                                                | Guayaquil                                                                | Ecuador                                                                  | 1 – 1                                                                    | Argentina                                                                | Qual. Mondiali 2022                                                      | Julián Álvarez                                                                               | Cap: L. Messi                                                            |
| 1-6-2022                                                                 | Londra                                                                   | Italia                                                                   | 0 – 3                                                                    | Argentina                                                                | Coppa dei Campioni CONMEBOL-UEFA 2022                                    | Lautaro Martínez Ángel Di María Paulo Dybala                                                 | Cap: L. Messi                                                            |
| 5-6-2022                                                                 | Pamplona                                                                 | Argentina                                                                | 5 – 0                                                                    | Estonia                                                                  | Amichevole                                                               | 5 Lionel Messi (1 rig.)                                                                      | Cap: L. Messi                                                            |
| 24-9-2022                                                                | Pamplona                                                                 | Argentina                                                                | 3 – 0                                                                    | Honduras                                                                 | Amichevole                                                               | 2 Lionel Messi Lautaro Martínez                                                              | Cap: L. Messi                                                            |
| 28-9-2022                                                                | Pamplona                                                                 | Argentina                                                                | 3 – 0                                                                    | Giamaica                                                                 | Amichevole                                                               | 2 Lionel Messi Julián Álvarez                                                                | Cap: L. Messi                                                            |
| 16-11-2022                                                               | Abu Dhabi                                                                | Emirati Arabi Uniti                                                      | 0 – 5                                                                    | Argentina                                                                | Amichevole                                                               | 2 Angel Di Maria Julián Álvarez Joaquín Correa Lionel Messi                                  | Cap: L. Messi                                                            |
| 22-11-2022                                                               | Doha                                                                     | Argentina                                                                | 1 – 2                                                                    | Arabia Saudita                                                           | Mondiali 2022 - 1º turno                                                 | Lionel Messi (rig.)                                                                          | Cap: L. Messi                                                            |
| 26-11-2022                                                               | Lusail                                                                   | Argentina                                                                | 2 – 0                                                                    | Messico                                                                  | Mondiali 2022 - 1º turno                                                 | Lionel Messi Enzo Fernández                                                                  | Cap: L. Messi                                                            |
| 30-11-2022                                                               | Doha                                                                     | Polonia                                                                  | 0 – 2                                                                    | Argentina                                                                | Mondiali 2022 - 1º turno                                                 | Alexis Mac Allister Julián Álvarez                                                           | Cap: L. Messi                                                            |
| 3-12-2022                                                                | Al Rayyan                                                                | Argentina                                                                | 2 – 1                                                                    | Australia                                                                | Mondiali 2022 - Ottavi di finale                                         | Lionel Messi Julián Álvarez                                                                  | Cap: L. Messi                                                            |
| 9-12-2022                                                                | Lusail                                                                   | Paesi Bassi                                                              | 2 – 2 dts (3 – 4 dtr)                                                    | Argentina                                                                | Mondiali 2022 - Quarti di finale                                         | Nahuel Molina Lionel Messi (rig.)                                                            | Cap: L. Messi                                                            |
| 13-12-2022                                                               | Lusail                                                                   | Argentina                                                                | 3 – 0                                                                    | Croazia                                                                  | Mondiali 2022 - Semifinale                                               | Lionel Messi (rig.) 2 Julián Álvarez                                                         | Cap: L. Messi                                                            |
| 18-12-2022                                                               | Lusail                                                                   | Argentina                                                                | 3 – 3 dts (4 - 2 dtr)                                                    | Francia                                                                  | Mondiali 2022 - Finale                                                   | 2 Lionel Messi (1 rig.) Ángel Di María                                                       | Cap: L. Messi 3º titolo mondiale                                         |
| 23-3-2023                                                                | Buenos Aires                                                             | Argentina                                                                | 2 – 0                                                                    | Panama                                                                   | Amichevole                                                               | Thiago Almada Lionel Messi                                                                   | Cap: L. Messi                                                            |
| 28-3-2023                                                                | Santiago del Estero                                                      | Argentina                                                                | 7 – 0                                                                    | Curaçao                                                                  | Amichevole                                                               | 3 Lionel Messi Nico González Enzo Fernández Ángel Di María Gonzalo Montiel                   | Cap: L. Messi                                                            |
| 15-6-2023                                                                | Pechino                                                                  | Argentina                                                                | 2 – 0                                                                    | Australia                                                                | Amichevole                                                               | Lionel Messi German Pezzella                                                                 | Cap: L. Messi                                                            |
| 19-6-2023                                                                | Jakarta                                                                  | Indonesia                                                                | 0 – 2                                                                    | Argentina                                                                | Amichevole                                                               | Leandro Paredes Cristian Romero                                                              | Cap: G.Pezzella                                                          |
| 7-9-2023                                                                 | Buenos Aires                                                             | Argentina                                                                | 1 – 0                                                                    | Ecuador                                                                  | Qual. Mondiali 2026                                                      | Lionel Messi                                                                                 | Cap: L. Messi                                                            |
| 12-9-2023                                                                | La Paz                                                                   | Bolivia                                                                  | 0 – 3                                                                    | Argentina                                                                | Qual. Mondiali 2026                                                      | Enzo Fernández Nicolás González Nicolás Tagliafico                                           | Cap: Á. Di María                                                         |
| 12-10-2023                                                               | Buenos Aires                                                             | Argentina                                                                | 1 – 0                                                                    | Paraguay                                                                 | Qual. Mondiali 2026                                                      | Nicolás Otamendi                                                                             | Cap: N. Otamendi                                                         |
| 17-10-2023                                                               | Lima                                                                     | Perù                                                                     | 0 – 2                                                                    | Argentina                                                                | Qual. Mondiali 2026                                                      | 2 Lionel Messi                                                                               | Cap: N. Otamendi                                                         |
| 17-11-2023                                                               | Buenos Aires                                                             | Argentina                                                                | 0 – 2                                                                    | Uruguay                                                                  | Qual. Mondiali 2026                                                      |                                                                                              | Cap: L. Messi                                                            |
| 21-11-2023                                                               | Rio de Janeiro                                                           | Brasile                                                                  | 0 – 1                                                                    | Argentina                                                                | Qual. Mondiali 2026                                                      | Nicolás Otamendi                                                                             | Cap: L. Messi                                                            |
| 22-3-2024                                                                | Filadelfia                                                               | Argentina                                                                | 3 – 0                                                                    | El Salvador                                                              | Amichevole                                                               | Cristian Romero Enzo Fernández Giovani Lo Celso                                              | Cap: Di María                                                            |
| 26-3-2024                                                                | Los Angeles                                                              | Argentina                                                                | 3 – 1                                                                    | Costa Rica                                                               | Amichevole                                                               | Ángel Di María Alexis Mac Allister Lautaro Martínez                                          | Cap: Di María                                                            |
| 9-6-2024                                                                 | Orlando                                                                  | Argentina                                                                | 1 – 0                                                                    | Ecuador                                                                  | Amichevole                                                               | Ángel Di María                                                                               | Cap: Di María                                                            |
| 14-6-2024                                                                | Landover                                                                 | Argentina                                                                | 4 – 1                                                                    | Guatemala                                                                | Amichevole                                                               | 2 Lautaro Martínez 2 Lionel Messi                                                            | Cap: L. Messi                                                            |
| 20-6-2024                                                                | Atlanta                                                                  | Argentina                                                                | 2 – 0                                                                    | Canada                                                                   | Coppa America 2024 - 1º turno                                            | Julián Álvarez Lautaro Martínez                                                              | Cap: L. Messi                                                            |
| 25-6-2024                                                                | East Rutherford                                                          | Cile                                                                     | 0 – 1                                                                    | Argentina                                                                | Coppa America 2024 - 1º turno                                            | Lautaro Martínez                                                                             | Cap: L. Messi                                                            |
| 29-6-2024                                                                | Miami Gardens                                                            | Argentina                                                                | 2 – 0                                                                    | Perù                                                                     | Coppa America 2024 - 1º turno                                            | 2 Lautaro Martínez                                                                           | Cap: Di María                                                            |
| 4-7-2024                                                                 | Houston                                                                  | Argentina                                                                | 1 – 1 (4-2 dtr)                                                          | Ecuador                                                                  | Coppa America 2024 - Quarti di finale                                    | Lisandro Martínez                                                                            | Cap: L. Messi                                                            |
| 9-7-2024                                                                 | East Rutherford                                                          | Argentina                                                                | 2 – 0                                                                    | Canada                                                                   | Coppa America 2024 - Semifinale                                          | Julián Álvarez Lionel Messi                                                                  | Cap: L. Messi                                                            |
| 14-7-2024                                                                | Miami Gardens                                                            | Argentina                                                                | 1 – 0 dts                                                                | Colombia                                                                 | Coppa America 2024 - Finale                                              | Lautaro Martínez                                                                             | Cap: L. Messi                                                            |
| 5-9-2024                                                                 | Buenos Aires                                                             | Argentina                                                                | 3 – 0                                                                    | Cile                                                                     | Qual. Mondiali 2026                                                      | Alexis Mac Allister Julián Álvarez Paulo Dybala                                              | Cap: N. Otamendi                                                         |
| 10-9-2024                                                                | Barranquilla                                                             | Colombia                                                                 | 2 – 1                                                                    | Argentina                                                                | Qual. Mondiali 2026                                                      | Nicolás González                                                                             | Cap: N. Otamendi                                                         |
| 10-10-2024                                                               | Maturín                                                                  | Venezuela                                                                | 1 – 1                                                                    | Argentina                                                                | Qual. Mondiali 2026                                                      | Nicolás Otamendi                                                                             | Cap: L. Messi                                                            |
| 15-10-2024                                                               | Buenos Aires                                                             | Argentina                                                                | 6 – 0                                                                    | Bolivia                                                                  | Qual. Mondiali 2026                                                      | 3 Lionel Messi Julián Álvarez Lautaro Martínez Thiago Almada                                 | Cap: L. Messi                                                            |
| 14-11-2024                                                               | Asunción                                                                 | Paraguay                                                                 | 2 – 1                                                                    | Argentina                                                                | Qual. Mondiali 2026                                                      | Lautaro Martínez                                                                             | Cap: L. Messi                                                            |
| 19-11-2024                                                               | Buenos Aires                                                             | Argentina                                                                | 1 – 0                                                                    | Perù                                                                     | Qual. Mondiali 2026                                                      | Lautaro Martínez                                                                             | Cap: L. Messi                                                            |
| 21-3-2025                                                                | Montevideo                                                               | Uruguay                                                                  | 0 – 1                                                                    | Argentina                                                                | Qual. Mondiali 2026                                                      | Thiago Almada                                                                                | Cap: N. Otamendi                                                         |
| 25-3-2025                                                                | Buenos Aires                                                             | Argentina                                                                | 4 – 1                                                                    | Brasile                                                                  | Qual. Mondiali 2026                                                      | Julián Álvarez Enzo Fernández Alexis Mac Allister Giuliano Simeone                           | Cap: N. Otamendi                                                         |
| 5-6-2025                                                                 | Santiago del Cile                                                        | Cile                                                                     | 0 – 1                                                                    | Argentina                                                                | Qual. Mondiali 2026                                                      | Julián Álvarez                                                                               | Cap: C. Romero                                                           |
| 10-6-2025                                                                | Buenos Aires                                                             | Argentina                                                                | 1 – 1                                                                    | Colombia                                                                 | Qual. Mondiali 2026                                                      | Thiago Almada                                                                                | Cap: L. Messi                                                            |
| Totale                                                                   |                                                                          | Presenze                                                                 | 87                                                                       |                                                                          | Reti                                                                     | 174                                                                                          |                                                                          |

## Palmarès

### Giocatore

#### Club
- Campionato spagnolo: 1

Deportivo: 1999-2000
- Supercoppa di Spagna: 2

Deportivo: 2000, 2002
- Coppa di Spagna: 1

Deportivo: 2001-2002
- Supercoppa italiana: 1

Lazio: 2009

#### Nazionale
- Campionato mondiale Under-20: 1

1997

### Allenatore

#### Nazionale
- Coppa America: 2

Brasile 2021, Stati Uniti 2024
- Coppa dei Campioni CONMEBOL-UEFA: 1

Argentina: 2022
- Campionato mondiale: 1

Argentina: Qatar 2022

#### Individuale
- Miglior commissario tecnico dell'anno IFFHS: 2

2022, 2023
- The Best FIFA Men's Coach: 1

2022
- Allenatore sudamericano dell'anno: 1

2022
- Panchina d'oro speciale: 1

2023
- Globe Soccer Awards: 1

Premio alla carriera per allenatori: 2023